# Atanas Kareev
Atanas Kareev (bulgarisch Атанас Кареев; * 23. März 1945 in Warna, Bulgarien; † 18. April 2021 in Hattingen) war ein bulgarischer Pianist.

## Leben
Atanas Kareev erhielt im Alter von vier Jahren erstmals Klavierunterricht von seiner Mutter, einer Pianistin und Klavierprofessorin am Konservatorium in Warna (Bulgarien). Sein Debüt gab er 1958 als 12-Jähriger mit dem Klavierkonzert in d-Moll von Wolfgang Amadeus Mozart, sein internationales Debüt mit den Dresdener Philharmonikern mit dem Es-Dur Konzert von Liszt. Nach Abschluss des Studiums an der Staatlichen Musikakademie in Sofia mit Auszeichnung folgte 1976 sein Konzertexamen an der Folkwanghochschule Essen nach Abschluss der Meisterklasse von Detlef Kraus. Atanas Kareev nahm an den Meisterkursen der Pianistin Yvonne Léfevbur in Paris teil. 1975 gehörte er zu den Absolventen der Beethoven-Meisterkurse unter der Leitung von Wilhelm Kempff in Positano. Das intensive Studium des Beethovenschen Sonatenwerks absolvierte er auf dessen besondere Einladung hin.
Atanas Kareev gewann zahlreiche internationale Preise, u. a. beim Internationalen Klavierwettbewerb Ferruccio Busoni, beim Concorso Pianistico Alessandro Casagrande, beim Concurs Maria Canals und beim Folkwangwettbewerb/Essen. Außerdem gewann er nationale Wettbewerbe in Sofia.
Kareev spielte regelmäßig Konzerte mit Orchester und Soloabende in Europa, Asien und den USA, sowie Rundfunk- und Fernsehproduktionen. Langjährige Konzertauftritte hatte er in der Berliner Philharmonie mit dem Berliner Sinfonieorchester.
Zahlreiche Rundfunk-, Schallplatten- und CD-Produktionen haben ihn bekannt gemacht. Kareev legte Schallplattenaufnahmen unter anderem mit Werken von Ernest Bloch, von Ludwig van Beethoven, unter anderem dessen Klaviersonate Nr. 17 d-Moll op. 31 Nr. 2 (Der Sturm) und dessen Klaviersonate Nr. 23 in f-Moll op. 57 (Appassionata), von Frédéric Chopin und von Franz Liszt (La Campanella, Tarantella, Ungarische Rhapsodie Nr. 6) vor. 1983 spielte er bei dem Label Integral den Klavierzyklus Bilder einer Ausstellung von Modest Mussorgski in der Originalfassung für Klavier auf Langspielplatte ein. Bei dem japanischen Label Denon erschienen 2009 Klavierkonzerte und Préludes für Violine und Klavier von Dmitri Schostakowitsch. Bei ebendiesem Label wurden auch Sonaten für Violine und Klavier von Edward Elgar, Ernst von Dohnányi und George Enescu veröffentlicht. Aufnahmen von Bloch, Elgar und Schostakowitsch waren zuvor bereits in Deutschland, unter anderem 1995 bei dem Label Aurophon, veröffentlicht worden.
Ab 1980 war er Leiter der Abteilung Klavier an der Bergischen Universität-Gesamthochschule in Wuppertal, wo er bis Sommer 2011 unterrichtete.
Kareev trat regelmäßig als Solist und, gemeinsam mit seiner Ehefrau Annette Kareev, als Klavierduo Kareev auf. Das Repertoire umfasste sowohl Werke für Klavier zu vier Händen als auch für zwei Klaviere. 2006 spielte das Klavierduo Kareev gemeinsam mit ihrer Tochter Ariane Kareev in der Philharmonie Essen die Uraufführung der Amadeus-Fantasie über ein Thema von Mozart des bulgarischen Komponisten Wiktor Tschutschkow. Anlässlich des sechzigjährigen Orchesterjubiläums konzertierte das Klavierduo Kareev gemeinsam mit der Tochter Ariane Kareev 2006 mit dem Philharmonischen Orchester Warna beim Eröffnungskonzert des Internationalen Sommermusikfestivals in Varna. Im Februar 2010 spielte Kareev mit dem Klavierduo Kareev bei den Klaviertagen Bad Wildungen in Bad Wildungen.
Über Atanas Kareev und das Klavierduo Annette & Atanas Kareev sind zwei Filme von „Television National – Sofia“ produziert worden. In dem 2009 erschienenen Film über Essen als Kulturhauptstadt Europas für das Ruhrgebiet ist das Klavierduo ebenfalls vertreten. Atanas Kareev war Jurymitglied bei internationalen Wettbewerben und Ehrenvorsitzender der von ihm 1999 gegründeten Stiftung für Kultur der Stadt Varna.